# 多米斯蒂克 (印第安納州)
多米斯蒂克（英語：Domestic）是位於美國印地安納州韋爾斯縣的一個非建制地區。該地的面積和人口皆未知。

## 地理
多米斯蒂克海拔高度為863英呎。而該地所採用的時區為UTC-5，即北美東部時區（EST）。同時該地設有夏令時間，為UTC-5調快一小時，即UTC-4（EDT）。